# Humberto Coutinho
Humberto Ivar Araújo Coutinho, mais conhecido como Humberto Coutinho (Pedreiras, 21 de agosto de 1946 — Caxias, 1 de janeiro de 2018), foi um médico e político brasileiro. Foi prefeito de Caxias (2005–2013). Também foi presidente da Assembleia Legislativa.

## Biografia
Formado em medicina, em 1970, pela Universidade Federal da Bahia, começou a exercer a medicina, pelo INSS de Caxias, na Casa de Saúde de Maternidade de Caxias, hospital que criou, junto com sua esposa, Cleide Coutinho.

## Carreira política
Ingressou na política, em 1988, pelo PFL, ao ser eleito vereador de Caxias. Em 1990, foi eleito deputado estadual. Em 1994, foi reeleito deputado estadual.
Em 2000, candidatou-se, a prefeito de Caxias, sendo derrotado por Márcia Marinho. Em 2002, foi reeleito deputado estadual. Em 2004, foi eleito prefeito de Caxias.Em 2008, foi reeleito prefeito de Caxias.
Em 2014, foi eleito deputado estadual, sendo o mais votado.

## Morte
Após quatro anos lutando contra um câncer no intestino, morreu em 1 de janeiro de 2018.